# Kaʻahumanu

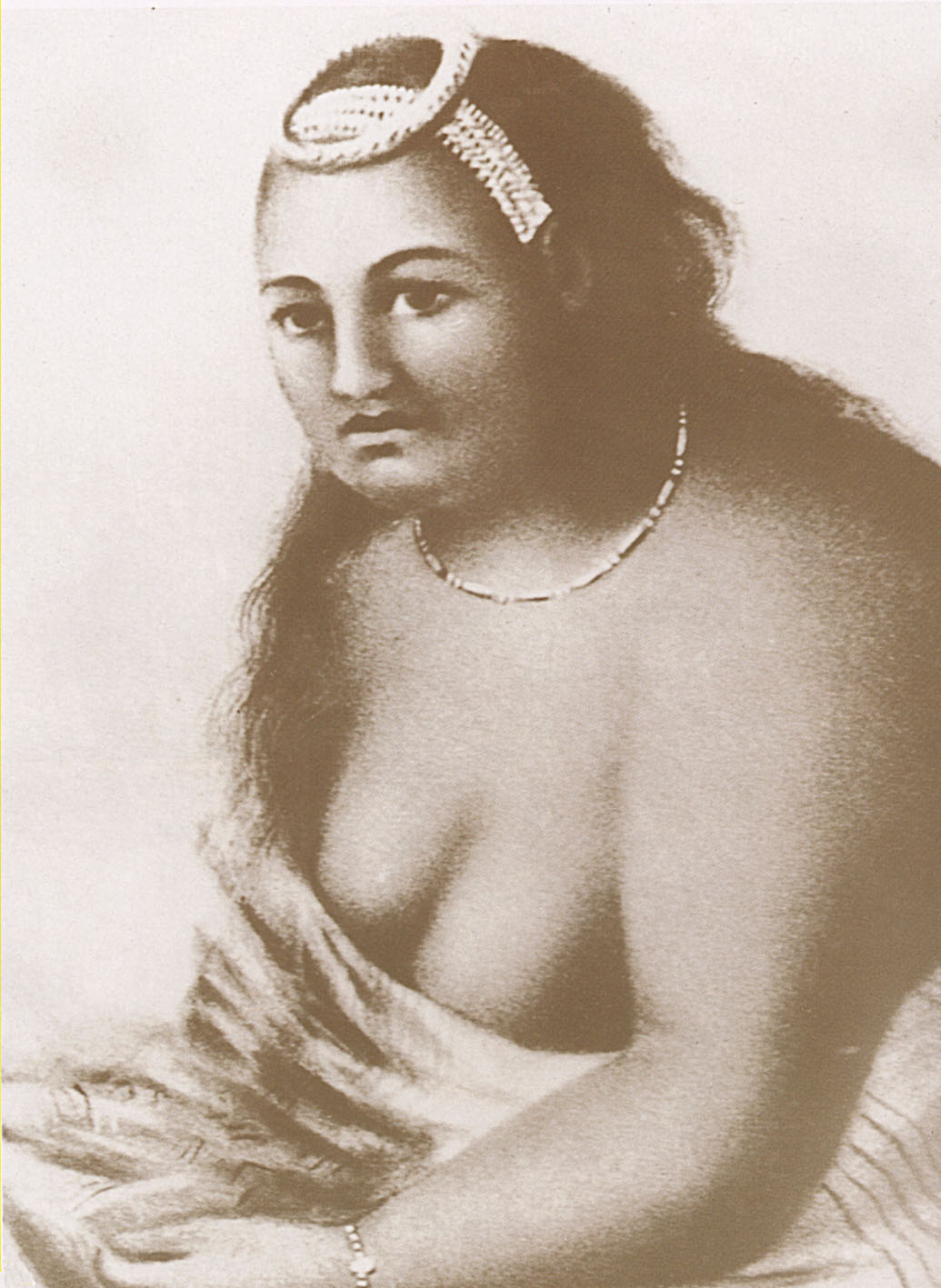
Kaʻahumanu.

Kaʻahumanu (* 17. März 1768 auf Maui; † 5. Mai 1832, ursprünglich Elizabeth Kaʻahumanu) war regierende Königin des Königreichs Hawaiʻi.
Ihre Mutter war Namahana, ihr Vater, Keʻeaumoku, war königlicher Berater von Kamehameha I., mit dem sie im Alter von 13 Jahren verheiratet wurde. Kamehameha hatte mehrere Frauen, von denen Kaʻahumanu seine Lieblingsfrau wurde, die er mit einer Lehua-Blüte verglich und von ihr sagte, „sie reitet die Wellen wie ein Vogel und spürt den Herzschlag des Volkes“. Sie war diejenige, die ihn ermutigte, den Einigungskrieg von Hawaiʻi zu führen. 

## Einsatz für Frauenrechte
Kaʻahumanu war ihrer Zeit voraus und propagierte die Rechte der hawaiischen Frauen. Sie kämpfte gegen die Tabus, die die hawaiischen Frauen unterdrückten. So tat sie sich mit Keōpūolani, der Königin unter Kamehameha I., zusammen: sie aßen gemeinsam am Tisch des jungen Königs. Damit brachen sie die Regeln der einheimischen Gesellschaft. Das Volk erwartete, dass die Götter sie für diese Tat strafen würden, doch blieb das befürchtete Unglück aus. Daraufhin zerstörte das Volk die Tempel der machtlosen Götter und wandte sich von seinem Glauben ab.

## Regierende Königin
Bis zu ihrem Tode am 5. Mai 1832 bestand Kaʻahumanu darauf, dass es der Wunsch des verstorbenen Königs sei, dass sie gemeinsam mit dem 22-jährigen Liholiho regieren sollte, dem Sohn von Keōpūolani, der den Namen Kamehameha II. annahm. Das Parlament stimmte dem zu und erschuf den Posten des kuhina nui, des Premierministers. Ihre Macht nahm zu, und letztendlich regierte sie unter dem Titel der „regierenden Königin“ während der Amtszeiten von Kamehameha II. und Kauikeaouli, der den Thron als Kamehameha III. bestieg.

## Kaumualiʻi von Kauaʻi
Als ihr Ehemann starb, fürchtete Kaʻahumanu, dass die Insel Kauaʻi, die von Kamehameha nie unterworfen wurde, ihr Bündnis mit dem Königreich beenden würde. Am 9. Oktober 1821 entführte Kaʻahumanu den Gouverneur von Kauaʻi, Kaumualiʻi und zwang ihn, sie zu heiraten.

## Christianisierung
Im April 1824 machte Kaʻahumanu ihre Annahme des protestantischen Christentums öffentlich und ermutigte ihre Untertanen, sich in diesem Glauben taufen zu lassen. Im selben Jahr erließ sie die ersten Gesetze, die sich an christlichen Ethiken und Werten orientierten. Kaʻahumanu wurde am 5. Dezember 1825 an der Stelle getauft, an der heute die Kawaiahaʻo Church steht.
Missionare (Kongregationalisten) überzeugten Kaʻahumanu, dass die römisch-katholische Kirche von der Insel entfernt werden sollte. Am 7. Juli 1827 befahl sie die Ausreise der ersten katholischen Missionare. 1830 unterzeichnete Kaʻahumanu ein Gesetz gegen die Verbreitung der katholischen Lehre, nach dem jeder ausgewiesen werden konnte, der dieses Gesetz brach.

## Verfestigung der amerikanischen Beziehungen
Kaʻahumanu, und nicht der König Kamehameha III, ein Sohn von Keōpūolani, handelte 1826 den ersten Staatsvertrag zwischen Hawaii und den Vereinigten Staaten von Amerika unter der Leitung von Präsident John Quincy Adams aus. Der Vertrag beinhaltete eine Geldforderung der US-amerikanischen Händler in Höhe von 150.000 Dollar an die Hawaiier. Diese Schuld beglichen die Hawaiier mit Sandelholz.
Dieses Dokument war zudem ein Freihandelsabkommen mit dem Recht der Amerikaner, alle Häfen anzusteuern und Handel zu treiben. Außerdem waren Amerikaner ermächtigt, an hawaiischen Gerichten zu klagen und wurden durch hawaiische Gesetze geschützt.

## Das Ende ihrer Regierungszeit
1827 wurde Kaʻahumanu krank und ihr Gesundheitszustand verschlechterte sich ständig, bis sie 1832 starb. Ihr zu Ehren druckten Missionare das Neue Testament in der hawaiischen Sprache. Ihre Beerdigung fand in der Kawaiahaʻo Church statt, die sie als das Westminster Abbey von Hawaii ansah. Der Trauergottesdienst wurde von Hiram Bingham I. abgehalten. Zunächst lag ihr Leichnam in der Nähe des ʻIolani-Palastes, wurde später aber in das Königliche Mausoleum umgebettet.